# Iciligorgia australis
Iciligorgia australis är en korallart som först beskrevs av Hjalmar Broch 1916.  Iciligorgia australis ingår i släktet Iciligorgia och familjen Anthothelidae. Inga underarter finns listade i Catalogue of Life.